# Osttimoresisch-pakistanische Beziehungen
Dieser Artikel behandelt die Beziehungen zwischen den Staaten Osttimor und Pakistan.

## Geschichte

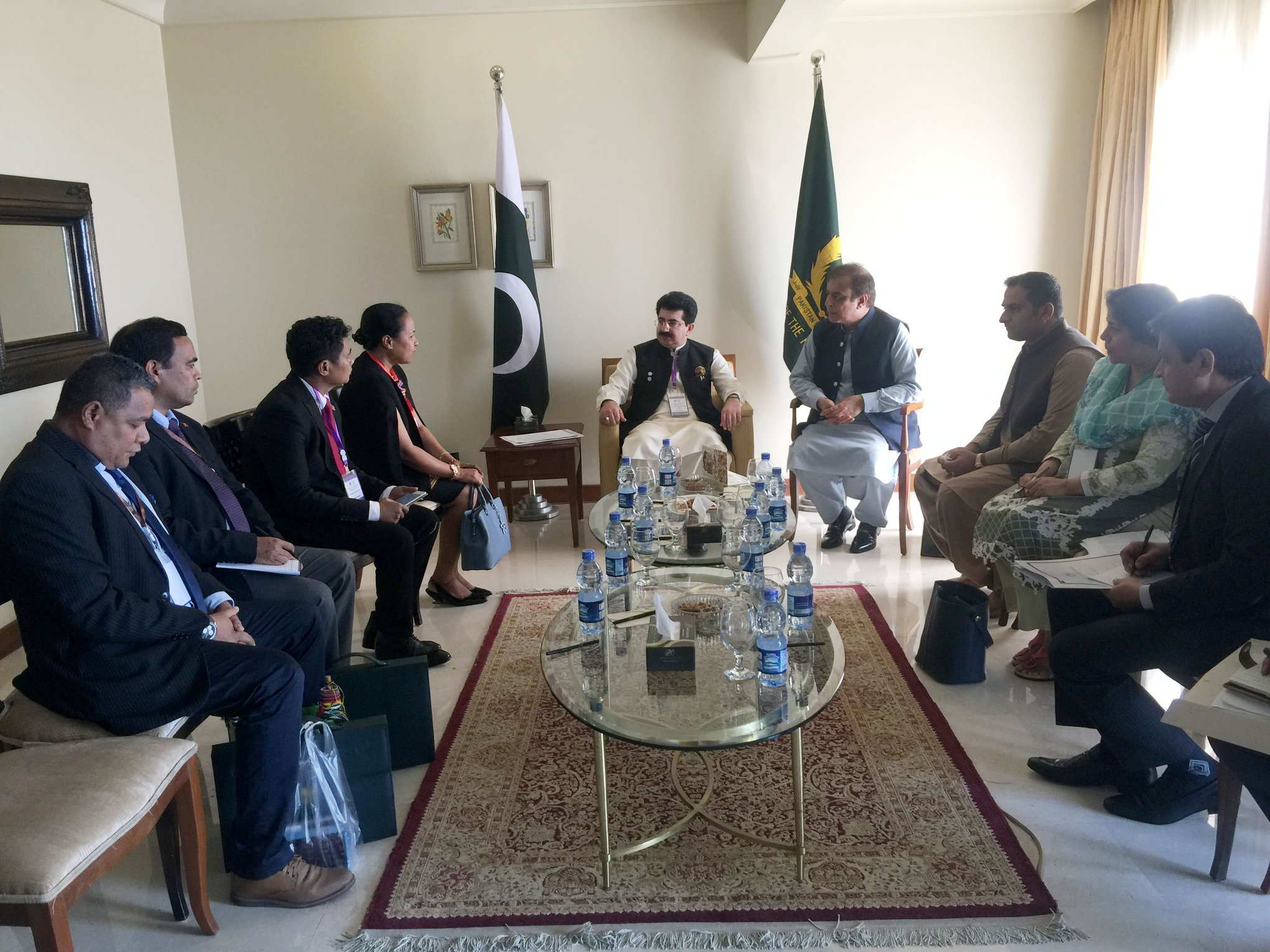
Delegation des Nationalparlaments Osttimors zu Gast bei Senatspräsident Sadiq Sanjrani in Gwadar, Pakistan (2018)

Pakistan beteiligte sich mit Personal an den meisten UN-Missionen in Osttimor: INTERFET, UNTAET, UNMISET, UNOTIL und UNMIT. Wiederholt forderte Pakistan eine Volksbefragung über die Zukunft des umstrittene Jammu und Kaschmir, mit Verweis auf das Unabhängigkeitsreferendum in Osttimor 1999.

## Diplomatie

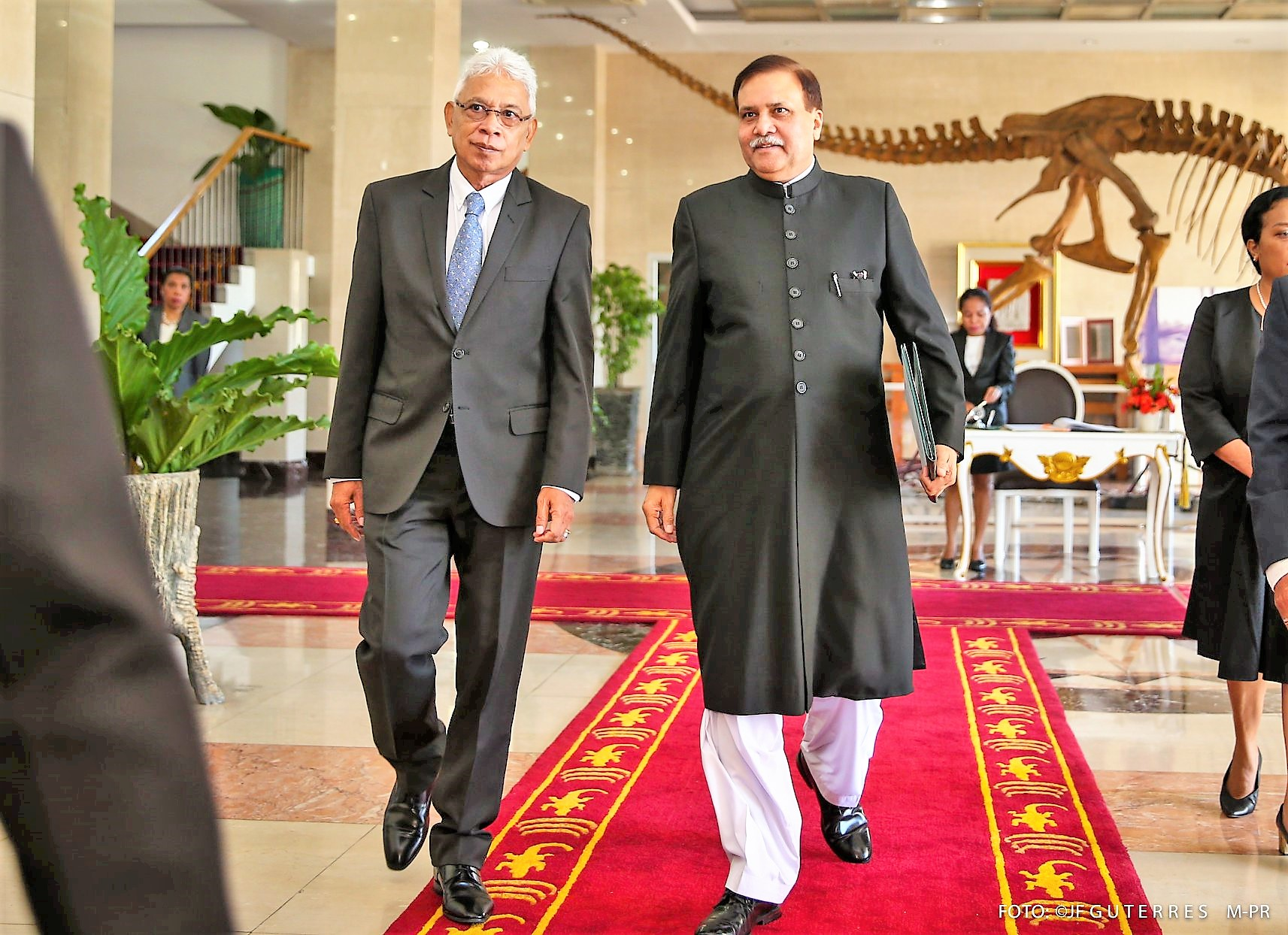
Pakistans Botschafter Abdul Salik Khan (Mitte) im Präsidentenpalast Osttimors (2019)

Die beiden Länder haben keine diplomatische Vertretungen im jeweils anderem Land.
Die pakistanische Botschaft im indonesischen Jakarta ist auch für Osttimor zuständig.

## Wirtschaft
2018 registrierte das Statistische Amt Osttimors Importe aus Pakistan im Wert von 10.254.000 US-Dollar, womit Pakistan bei den Herkunftsländern auf Platz 10 liegt. Zu den Waren gehörten Bruchreis und Zement. Zudem gab es von Osttimor nach Pakistan Re-Exporte in Höhe von 24.000 US-Dollar (Platz 16).